# アルゲンタヴィス
アルゲンタヴィスもしくはアルゲンタビス（学名：Argentavis、「アルゼンチンの鳥」の意）は、900万年前から680万年前に生息していたと考えられている鳥類の古生物である。飛翔性の鳥類としては史上最大級である。
新第三紀中新世にあたるアルゼンチン中央部と北西部の Epecuén 層と Andalhualá 層のうちの3ヶ所から状態の良い化石が得られている。

## 記載
アルゲンタヴィスの既知の1つの上腕骨はある程度の損傷を受けているが、それでも生前の大きさの正確な推定は可能である。アルゲンタヴィスの上腕骨は人間の腕全体よりもわずかに長い。丈夫で強靭な脚と容易に歩行できる巨大な足を持ち、大きく開くことのできる嘴は巨大で細長く、その先端は鉤状になっていた。

### 大きさ
アルゲンタヴィスの翼開長は、推定に用いられた回帰分析と現生のカリフォルニアコンドルとの比較のどちらに準拠するかで異なる。かつては翼開長7.5 - 8.0メートルとされたが、後の推定で5.09 - 6.5メートルの可能性が高いとされた。翼開長が7メートルに達したか否かは現在のところ不明である。記載された際にはアルゲンタヴィスは史上最大の飛翔性鳥類だったが、現在では2014年に記載された翼開長7.0 - 7.4メートルのペラゴルニス・サンデルシがそれを上回っていることが知られている。地面に立った際の背丈はヒトの身長とほぼ同等の1.5 - 1.8メートルで、嘴から尾羽の先端までの全長は約3.5メートルに達した。
かつてアルゲンタヴィスの体重は80キログラムとされたが、状態により体重は変化するものの、より洗練された手法により典型的な体重は70 -72キログラムであると示された。アルゲンタヴィスはかなりの差をつけて史上最も重い飛翔性鳥類の称号をいまだ保持しており、例を挙げるとペラゴルニスはわずか22 - 40キログラムである。現生鳥類で最大の飛翔性鳥類であるワタリアホウドリは平均3 - 3.7メートルを翼開長を誇る。アルゲンタヴィス・マグニフィケンスは陸域に生息した鳥類であると分かっているため、比較するのに都合の良いもう1つの鳥はコンドルである。コンドルは平均的な翼開長と体重を持つ陸域の最大の現生鳥類であり、翼開長は3.3メートルに達し、体重は平均11.35キログラムで最大15キログラムに及ぶ。コンドルのようなコンドル科はアルゲンタヴィスなどテラトルニス科に最も近縁な現生鳥類と考えられている。なお、アホウドリもコンドルも当然平均体重はテラトルニス科よりも遥かに軽く、両者はそれぞれ8.5キログラムと11.3キログラムである。
極端な場合を除いて飛行能力は体重比率の単純な問題ではなく、翼の大きさと構造を考慮する必要がある。大雑把に、鳥類の飛行の翼面荷重の限界は25キログラム平方メートルであると考えられている。現生鳥類で最も重いもの（候補はヨーロッパのノガンとアフリカオオノガン）は21キログラムに達する。コブハクチョウはその極端な重量ゆえに飛翔能力を失った可能性があり、23キログラムと分かっている。一方で、現生する鳥類で最も背丈の高いものは背丈1.8メートルに達するオオヅルであるが、アルゲンタヴィスに匹敵するその背丈は長い脚と首に由来するものである。
全ての飛翔性の動物で最大のものは鳥類ではなく、白亜紀に生息したアズダルコ科の翼竜である。ケツァルコアトルスやハツェゴプテリクスといった最大級のアズダルコ科翼竜の翼開長は10メートルを超えたと推定され、保守的でない推定値では12メートル以上に達する。アズダルコ科の体重の推定値は様々だが、2010年の推定では200 - 250キログラムとされている。
現在受け入れられているアルゲンタヴィスの体躯の推定値を以下に示す。
- 翼開長: 5.09 - 6.5メートル[5][7]
- 翼の面積: 8.11平方メートル[6]
- 翼面荷重: 84.6パスカル[6] (1.77 lbs/ft2)
- 体長: 3.5メートル[6][9]
- 体高: 1.5 - 1.8メートル[9]
- 体重: 70 - 72キログラム[6][5]

## 古生物学

### 生活史

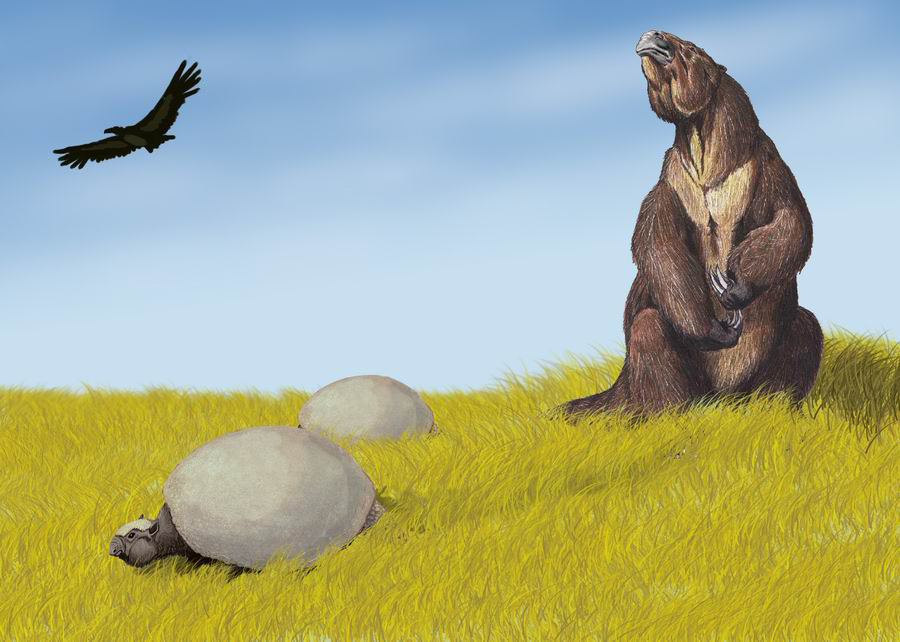
更新世の哺乳類の上を飛ぶアルゲンタヴィス

現生鳥類との比較により、アルゲンタヴィスは2年ごとに1キログラムを超える卵（ダチョウのものより小型）を抱卵したことが示唆されている。気候を考慮すると、アルゲンタヴィスは冬に孵化し、親鳥が抱卵と食糧調達の作業を数日ごとに交代し、子どもは約16ヶ月で巣立ったと考えられている。ただし、完全に成熟するには十数年を要したとみられている。死亡率は低く、存続可能な個体数を維持するために毎年の死亡率は2%未満であった可能性がある。当然アルゲンタヴィスが捕食により死亡することはほぼなく、死亡は主に老衰・事故・疾病によるものである。

### 飛翔
翼の大きさと構造から、アルゲンタヴィスは短時間の羽ばたき飛行を用いて主に舞い上がって飛行していたと推測されている。熱による上昇気流を利用した可能性もある。アルゲンテヴィス・マグニフィケンスの翼の最小速度は秒速11メートル（時速40キロメートル）と推定されている。特に離陸の際には風の影響を受ける。走行や跳躍でスタートを切れるほどに脚部は強力だが、効果的に羽ばたくには翼が単純に長すぎるゆえに地面からある程度の高さに達するまで羽ばたくことは不可能だった。なお、長時間羽ばたきを行うまでに強力な胸筋を持っていなかったことが骨格から示唆されている。アルゲンタヴィスは離陸の際に山の斜面と向かい風を利用していた可能性があり、緩やかな傾斜でも少しの労力で飛び立てたと考えられている。飛行の仕方や生態は現在のコンドルと同様に空から死骸を捜索していた可能性がある。中新世の間はアルゼンチンのアンデス山脈の小丘は現在よりも温暖かつ乾燥しており、さらに上昇気流を得て空中に留まる助けとなっていた。

### 食性
アルゲンタヴィスの縄張りはおそらく500平方キロメートルを超えると測定され、彼らはそれを食料の捜索に用い、不利な風で減速するのを避けるために普段はおそらく南北方向へ飛行していた。アルゲンタヴィスは近縁種と比較して航空力学的に積極的な狩りには適していなかったと推測されている。アルゲンタヴィスはおそらく腐肉漁りを好み、ティラコスミルス科のような後獣下綱の捕食動物が仕留めた獲物を狙って彼らを習慣的に追いかけていたこともあり得る。当時のその場所にはもう1つの地上性の頂点捕食者であるフォルスラコス科がおり、彼らもアルゲンタヴィスに利用されていた可能性がある。現在のコンドルやハゲタカとは異なってテラトルニス科は長い鷲のような嘴を有し、積極的な捕食動物であったと信じられている。これはアルゲンタヴィスにも当てはまるが、他のテラトルニス科はその体格を考慮すると軽量ではなかった。アルゲンタヴィスはその体格と翼を使って地上の捕食動物を脅して獲物を奪った可能性がある。アルゲンタヴィスは大型の齧歯類や小型のアルマジロ、ラクダのような大型動物の幼体といった小型の獲物を待ち伏せして捕食した可能性もある。アルゲンタヴィスが1日に必要とした肉は2.5 - 5キログラムだったと考えられている。活発に狩りをする際、アルゲンタヴィス・マグニフィケンスはおそらく獲物に空高くから急降下し、着地することなく嘴で掴んで殺害し飲み込むことができたと推測されている。しかし、彼らも強風が吹いて離陸可能になるまで地表で待機していた可能性がある。頭蓋骨の構造から、アルゲンタヴィスは獲物の肉片を引き千切るよりも丸ごと捕食していたことが示唆されている。